# ساهانتاها
ساهانتاها (به لاتین: Sahantaha) یک منطقهٔ مسکونی در ماداگاسکار است که در ساوا (ماداگاسکار) واقع شده‌است. ساهانتاها ۶٬۸۶۳ نفر جمعیت دارد و ۱۸ متر بالاتر از سطح دریا واقع شده‌است.